# Lysibia tenax
Lysibia tenax là một loài tò vò trong họ Ichneumonidae.